# Pięciobój nowoczesny na Letnich Igrzyskach Olimpijskich 2016
Pięciobój nowoczesny na Letnich Igrzyskach Olimpijskich 2016 rozgrywany był pomiędzy 18 a 20 sierpnia 2016 w Deodoro Modern Pentathlon Park. Po raz pierwszy w historii igrzysk wszystkie konkurencje zostały rozegrane w jednym miejscu.

## Konkurencje
Kobiety
- indywidualnie

Mężczyźni
- indywidualnie

W skład pięcioboju nowoczesnego wchodzą:
- szermierka szpadą
- pływanie (200 m stylem dowolnym)
- jazda konna (skoki przez przeszkody)
- bieg przełajowy (3 km) ze strzelaniem (pistolet)

## Kwalifikacje
| Mężczyźni                                | Mężczyźni | Mężczyźni          | Mężczyźni |
| Wydarzenie                               | Miejsce   | Liczba zawodników  | Zakwalifikowani zawodnicy |
| ---------------------------------------- | --------- | ------------------ | --- |
| Gospodarz                                | –         | 1                  | Felipe Nascimento |
| Finał Pucharu Świata 2015                | Mińsk     | 1                  | Riccardo de Luca |
| Mistrzostwa Azji i Oceanii 2015          | Pekin     | 2                  | Jun Woong-tae Cao Zhongrong |
| Mistrzostwa Azji i Oceanii 2015          | Pekin     | 1                  | Max Esposito |
| Igrzyska panamerykańskie 2015            | Toronto   | 1                  | Charles Fernandéz |
| Igrzyska panamerykańskie 2015            | Toronto   | 1                  | Emmanuel Zapata |
| Igrzyska panamerykańskie 2015            | Toronto   | 3                  | Ismael Hernández Nathan Schrimsher José Figueroa                                                                                     |
| Mistrzostwa Europy 2015                  | Bath      | 6                  | Arthur Lanigan-O’Keeffe Valentin Prades David Svoboda Joseph Choong Valentin Belaud Jan Kuf                                          |
| Mistrzostwa Afryki 2015                  | Kair      | 1                  | Amro El-Geziry |
| Mistrzostwa Świata 2015                  | Berlin    | 3                  | Pawło Tymoszczenko Aleksandr Lesun Andrij Fedeczko                                                                                   |
| Mistrzostwa Świata 2016                  | Moskwa    | 0                  | – |
| Ranking światowy (z dnia 1 czerwca 2016) | –         | 9                  | Jamie Cooke Amro El Geziry Ádám Marosi Jung Jin-hwa Justinas Kinderis Guo Jianli Bence Demeter Pierpaolo Petroni Patrick Dogue       |
| Dzikie karty                             | –         | 0                  | – |
| Realokacja                               | –         | 7                  | Tomoya Miguchi Dimityr Krystanow Szymon Staśkiewicz Paweł Iljaszenko Christian Zillekens Ruslan Nakoņečnijs Shohei Iwamoto           |
| Razem                                    |           | 36                 | |
|                                          |           |                    | |
| Kobiety                                  |           |                    | |
| Wydarzenie                               | Miejsce   | Liczba zawodniczek | Zakwalifikowane zawodniczki |
| Finał Pucharu Świata 2015                | Mińsk     | 1                  | Laura Asadauskaitė |
| Mistrzostwa Azji i Oceanii 2015          | Pekin     | 4                  | Chen Qian Kim Sun-woo Zhang Xiaonan Natsumi Tomonaga                                                                                 |
| Mistrzostwa Azji i Oceanii 2015          | Pekin     | 1                  | Chloe Esposito |
| Igrzyska panamerykańskie 2015            | Toronto   | 1                  | Yane Marques |
| Igrzyska panamerykańskie 2015            | Toronto   | 1                  | Tamara Vega |
| Igrzyska panamerykańskie 2015            | Toronto   | 3                  | Donna Vakalis Isabel Brand Leydi Moya                                                                                                |
| Mistrzostwa Europy 2015                  | Bath      | 7                  | Élodie Clouvel Lena Schöneborn Gulnaz Gubajdullina Oktawia Nowacka Anastazja Spas Kate French Alice Sotero                           |
| Mistrzostwa Afryki 2015                  | Kair      | 1                  | Haydy Morsy |
| Mistrzostwa Świata 2015                  | Berlin    | 3                  | Donata Rimšaitė Samantha Murray Sarolta Kovács                                                                                       |
| Mistrzostwa Świata 2016                  | Moskwa    | 0                  | – |
| Ranking światowy (z dnia 1 czerwca 2016) | –         | 8                  | Zsófia Földházi Claudia Cesarini Anastasija Prokopenko Ieva Serapinaite Iryna Khokhlova Melanie McCann Margaux Isaksen Annika Schleu |
| Dzikie karty                             | –         | 0                  | – |
| Realokacja                               | –         | 6                  | Jelena Potapenko İlke Özyüksel Natalya Coyle Barbora Kodedová Anna Maliszewska Isabella Isaksen                                      |
| Razem                                    |           | 36                 | |

## Medaliści
| Konkurencja | Złoto           | Srebro             | Brąz             |
| Kobiety     | Chloe Esposito  | Élodie Clouvel     | Oktawia Nowacka  |
| Mężczyźni   | Aleksandr Lesun | Pawło Tymoszczenko | Ismael Hernández |

## Tabela medalowa
| Miejsce | Państwo   | Złoto | Srebro | Brąz | Razem |
| ------- | --------- | ----- | ------ | ---- | ----- |
| 1.      | Australia | 1     | 0      | 0    | 1     |
| 1.      | Rosja     | 1     | 0      | 0    | 1     |
| 3.      | Francja   | 0     | 1      | 0    | 1     |
| 3.      | Ukraina   | 0     | 1      | 0    | 1     |
| 5.      | Meksyk    | 0     | 0      | 1    | 1     |
| 5.      | Polska    | 0     | 0      | 1    | 1     |